# Chiesa di San Valentino (Malé)
La chiesa di San Valentino, anche nota come chiesa di Santa Maria Maddalena in Montes, è la parrocchiale di Bolentina e Montes, frazioni di Malé in Trentino. Il luogo di culto, risalente al XV secolo, fa parte della zona pastorale delle Valli del Noce dell'arcidiocesi di Trento.

## Storia

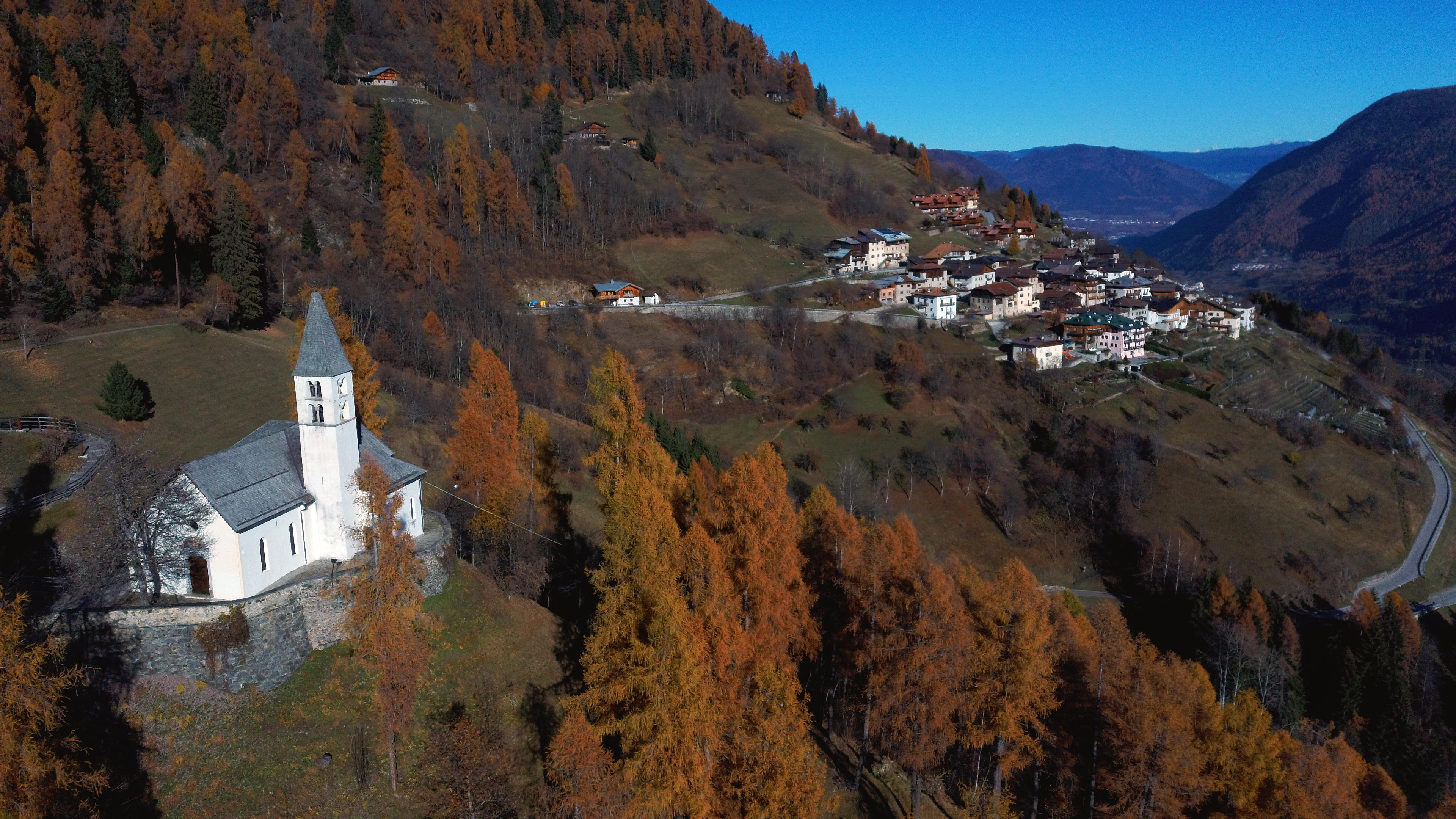
Vista aerea della chiesa con, alle spalle, il paese di Bolentina

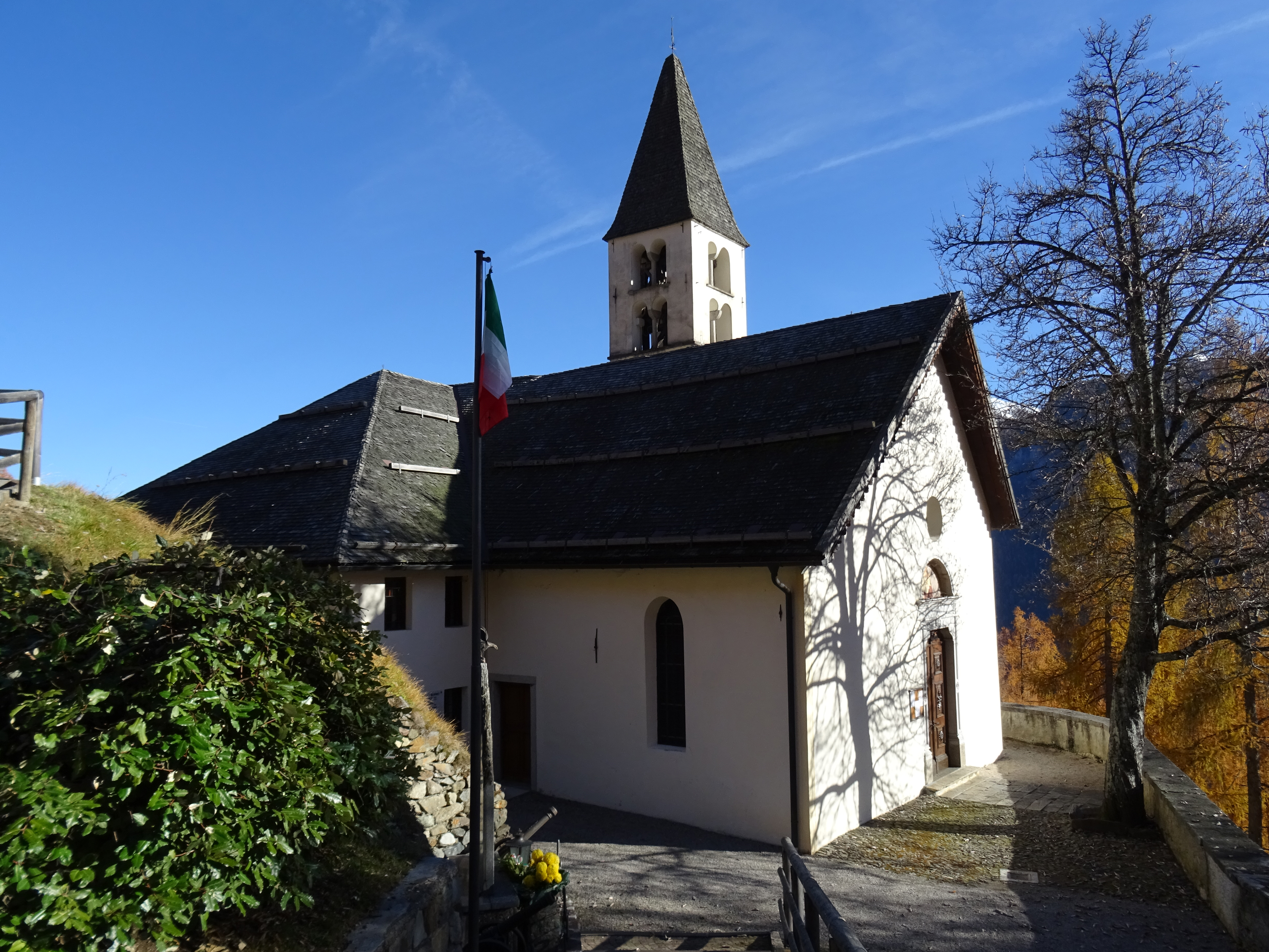
Vista laterale

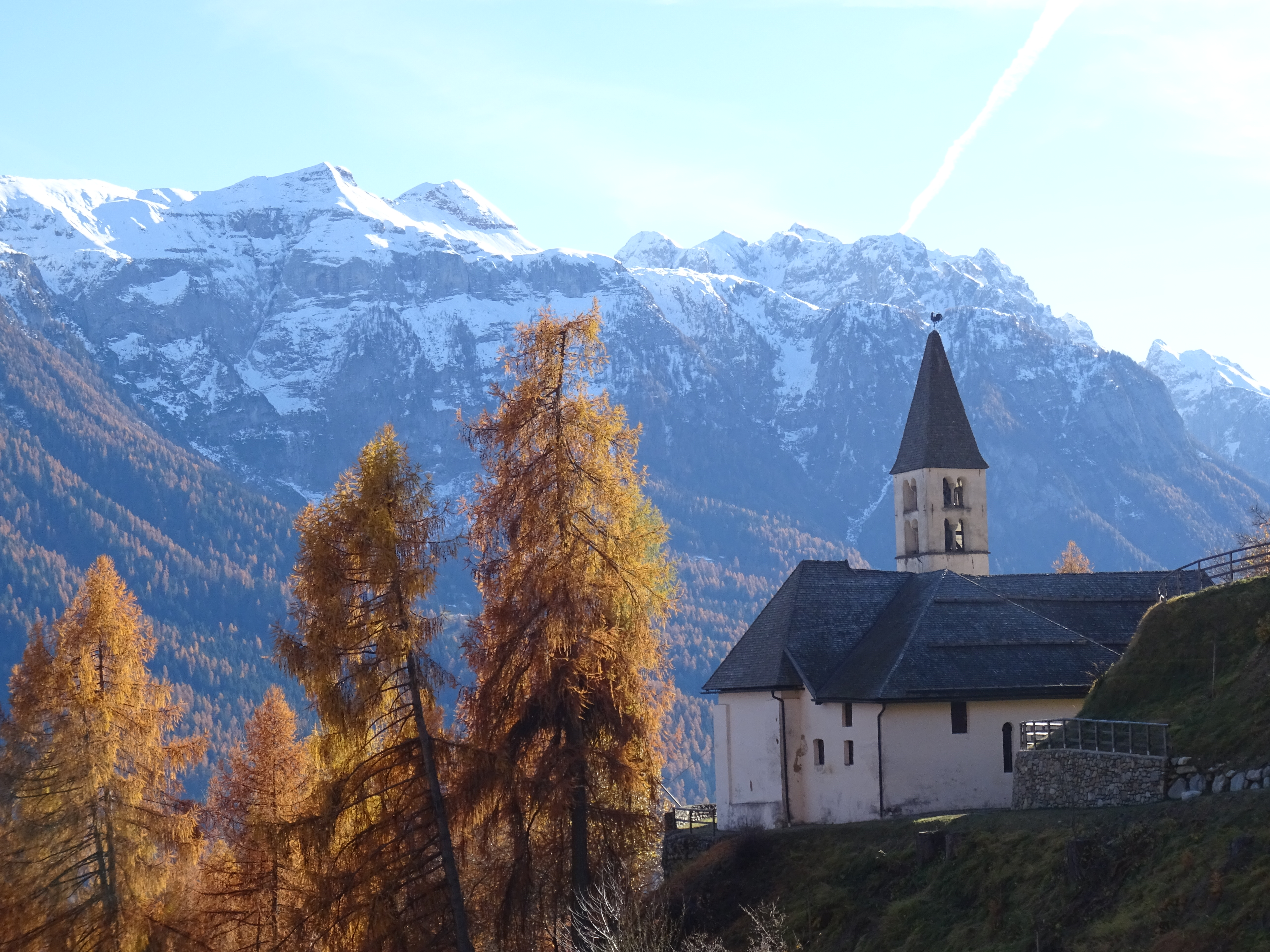
Vista della parte posteriore

Il luogo di culto delle comunità di Bolentina e Montes viene ricordato per la prima volta nel 1348 in un testamento nel quale si fa riferimento ad un lascito di olio. La solenne consacrazione fu celebrata nel 1474, e in alcuni documenti la chiesa viene indicata anche con la dedicazione a Santa Maria Maddalena. Nel 1533 l'edificio originale fu ampliato con la costruzione di una seconda navata, posta a sinistra della navata principale. La chiesa venne elevata a dignità curaziale legata alla pieve di Malè, la chiesa di Santa Maria Assunta, nel 1605. Attorno al 1530 la sala fu ampliata con la costruzione della cappella nella navata a destra e circa quarant'anni dopo fu necessario restaurare questa cappella che rischiava di crollare.  Nel 1751, a lavori ultimati, fu celebrata una seconda consacrazione.
Tra il 1766 e il 1768 vennero rifatte o consolidate le coperture e fu posata una nuova pavimentazione. L'altare maggiore storico venne costruito nel 1775 e nello stesso anno il presbiterio venne decorato a stucco. Tra il 1864 e il 1894 la sala venne ampliata con la probabile costruzione della cappella di sinistra. Sembra che in tale periodo sia stata rifatta pure la facciata. Venne elevata a dignità di chiesa parrocchiale nel 1924 e nei due anni successivi Metodio Ottolini ne arricchì di decorazioni gli interni. Nel 1947 venne condotto un restauro conservativo alla torre campanaria.
L'ultimo importante intervento ha riguardato l'adeguamento liturgico realizzato nel 1968. La mensa rivolta al popolo è stata posta esterna al presbiterio storico che quindi è stato prolungato verso la navata. L'ambone si trova vicino all'arco santo e la sede del celebrante è costituita da una sedia in legno. Le balaustre sono state quasi certamente ridotte e l'altare maggiore storico è stato mantenuto per la custodia eucaristica nel suo tabernacolo. Anche il fonte battesimale è stato mantenuto ma la sua posizione è stata mutata quindi si trova a destra dell'arco santo.

## Descrizione

### Esterni
La chiesa si trova in posizione panoramica, elevata e isolata rispetto ai due piccoli centri abitati di Bolentina e Montes, nel comune catastale di quest'ultimo. Il suo orientamento è quello tradizionale verso est e accanto vi si trova il cimitero delle due comunità. La facciata a capanna non è simmetrica e la parte di sinistra è più ampia, corrispondendo alla navata laterale secondaria. Il portale è architravato e sormontato da una finestra a lunetta cieca affrescata da Metodio Ottolini. Sopra, in asse, si apre il piccolo oculo. La torre campanaria si alza sulla destra, verso meridione, in posizione arretrata. La cella è doppia e si apre con due ordini di finestre a bifora conclusi dalla copertura a forma di piramide acuta a base quadrata.

### Interni
La sala è composta da due navate entrambe dotate di cappelle laterali che ne ampliano la superficie. Il presbiterio è leggermente rialzato. Nella sala è conservata la pala raffigurante San Valentino attribuita al pittore di Vermiglio Domenico Del Pero.